# Quinn Allman
Pour les articles homonymes, voir Allman.
Quinn Allman, guitariste du groupe The Used, est né le 18 janvier 1982 à Orem, dans l'état d'Utah, aux États-Unis.

## Biographie
Quinn Allman a grandi en Utah. Il pratiquait le Baseball. Il commence très jeune la guitare et entre dans un groupe baptisé Hey Santos!.
S'inspirant directement de Face To Face, Goldfinger, Thursday, Kenna, Weezer, Jimmy Eat World et surtout de New Transit Direction (dans lequel Dan Whitesides jouait à l'époque), il rejoindra plus tard The Used.
Il écoute aussi des groupes tels que The Killers et The Mars Volta avant même qu'ils ne trouvent la chance de signer des contrats.
Il fut arrêté plusieurs fois par la police pour vol, mais aussi pour avoir protégé un fan contre un vigile qui le frappait afin de l'empêcher de monter sur scène. Quinn a alors rendu les coups au vigile, ce qui lui valut un séjour en prison.
Il a composé le titre On My Own et a donné le concept du clip pour la chanson All That I've Got.
En 2015, Quinn Allman quitte The Used. Il crée par la suite avec son épouse Megan Joy le groupe Vadawave.

## Vie privée
Quinn Allman a deux frères, Ian et Riley, ainsi qu'une sœur, Rondee. Il est marié avec la chanteuse Megan Joy depuis le 21 août 2011.

## Discographie

### Avec The Used
- The Used (2002)
- In Love And Death (2004)
- Lies for the Liars (2007)
- Artwork (2009)
- Vulnerable (2012)
- Imaginary Enemy (2014)